# Xigu, Tianjin
Xigu (kinesiska: 西沽, 西沽街道) är ett stadsdelsdistrikt i Kina. Det ligger i storstadsområdet Tianjin, i den norra delen av landet, nära eller i stadens centrum. Antalet invånare är 86 971. Befolkningen består av 42 071 kvinnor och 44 900 män. Barn under 15 år utgör 8,0 %, vuxna 15-64 år 81 %, och äldre över 65 år 10,0 %.